# 褐色
褐色，又稱茶色、咖啡色、棕色，是由混合小量紅色及綠色，橙色及藍色，或黃色及紫色顏料構成的顏色。

## 用途及象征意义
- 斯诺克台球中分值为4分的球是棕色的。
- 很多土壤是棕色的。
- 在南非的种族隔离时代，混血人种常常被叫做棕色人种或带色人种。
- 棕色人种可以指拉丁美洲、印第安或中东血统。
- 棕色在政治上象征法西斯主义和极右翼，此意义源于德国纳粹党属下武装组织冲锋队制式衬衣的颜色。
- 棕色在电阻色码中代表1（數字、乘冪）或1%（誤差）。

## 参見
- 颜色列表